# Nathan Lansdell
Nathan Lansdell (1993) è un giocatore di football americano australiano, che gioca come runningback per i Rockingham Vipers.